# Дефайанс (округ)
Округ Дефайанс (англ. Defiance County) располагается в штате Огайо, США. Официально образован 7 апреля 1845 года. По состоянию на 2010 год, численность населения составляла 39 037 человек.

## География
По данным Бюро переписи США, общая площадь округа равняется 1 072,753 км2, из которых 1 065,682 км2 суша и 7,071 км2 или 0,660 % это водоёмы.

## Население
По данным переписи населения 2000 года в округе проживает 39 500 жителей в составе 15 138 домашних хозяйств и 11 020 семей. Плотность населения составляет 37,00 человек на км2. На территории округа насчитывается 16 040 жилых строений, при плотности застройки около 15,00-ти строений на км2. Расовый состав населения: белые — 92,59 %, афроамериканцы — 1,75 %, коренные американцы (индейцы) — 0,26 %, азиаты — 0,36 %, гавайцы — 0,02 %, представители других рас — 3,59 %, представители двух или более рас — 1,43 %. Испаноязычные составляли 7,23 % населения независимо от расы.
В составе 34,30 % из общего числа домашних хозяйств проживают дети в возрасте до 18 лет, 58,90 % домашних хозяйств представляют собой супружеские пары проживающие вместе, 9,60 % домашних хозяйств представляют собой одиноких женщин без супруга, 27,20 % домашних хозяйств не имеют отношения к семьям, 23,00 % домашних хозяйств состоят из одного человека, 9,50 % домашних хозяйств состоят из престарелых (65 лет и старше), проживающих в одиночестве. Средний размер домашнего хозяйства составляет 2,57 человека, и средний размер семьи 3,02 человека.
Возрастной состав округа: 26,50 % моложе 18 лет, 9,20 % от 18 до 24, 27,40 % от 25 до 44, 23,90 % от 45 до 64 и 23,90 % от 65 и старше. Средний возраст жителя округа 36 лет. На каждые 100 женщин приходится 97,30 мужчин. На каждые 100 женщин старше 18 лет приходится 94,90 мужчин.
Средний доход на домохозяйство в округе составлял 44 938 USD, на семью — 50 876 USD. Среднестатистический заработок мужчины был 37 936 USD против 23 530 USD для женщины. Доход на душу населения составлял 19 667 USD. Около 4,50 % семей и 5,60 % общего населения находились ниже черты бедности, в том числе — 6,40 % молодежи (тех, кому ещё не исполнилось 18 лет) и 5,30 % тех, кому было уже больше 65 лет.